# Guro-Tura jezici
Guro-Tura jezici mala skupina od (5) nigersko-kongoanskih jezika uže skupine mande, raširenih po Obali Slonovače i Liberiji. Sastoji se od dvije uže skupine Guro-Yaoure s dva jezika i Tura-Dan-Mano s 3 jezika, to su: 
a. Guro-Yaoure (2)  Obala Slonovače: guro [goa], yaouré [yre].
b. Tura-Dan-Mano (3):
b1. Mano jezici (1) Liberija: mann [mev].
b2. Tura-Dan (2): dan [daf], toura [neb].
Zajedno sa skupinom nwa-ben (4 jezika) čini jugoistočne mande jezike

## Vanjske poveznice
- Ethnologue (14th)
- Ethnologue (15th)